# 実況パワフルプロ野球'95
『実況パワフルプロ野球'95』（じっきょうぱわふるぷろやきゅう きゅうじゅうご）は1994年12月22日にコナミより発売されたPlayStation（PS）用野球ゲームソフト。実況パワフルプロ野球（パワプロ）シリーズの第2作目にあたり、PlayStation初の野球ゲームである。
本稿では1995年7月14日に発売されたPlayStation、セガサターン用ソフト『実況パワフルプロ野球'95開幕版』についても同時に記す。

## 概要
1994年3月11日にスーパーファミコン用ソフトとして発売された『実況パワフルプロ野球'94』をPlayStationに移植したタイトル。選手データは1994年末当時の最新のものに更新されている。『'94』はセーブ機能がなく、パスワードを書き留める必要があったが、本作はメモリーカードに対応しており、ペナントやシナリオの途中経過をセーブすることができる。
パッケージイラストはライトグリーンで、パワプロ君がバットをかついでいるもの。『'94』や『2』と異なり実況者はアナウンサーではなく、声優の宮田浩徳。ウグイス嬢役は根谷美智子が担当している。翌年にアーケードで発売された『'96』は、本作がベースとなっている。

## ゲームモード
選択できるモードは「対戦モード」、「ペナントモード」、「シナリオモード」、「サウンドセレクト」の4つのみ。

### 対戦モード
ひとりで対戦
CPUと対戦する一人用のモード。
ふたりで対戦
コントローラーを2つ使い、2人で対戦する。
のんびり観戦
CPU対CPUの試合を観戦する。
オプションメニュー
オート、マニュアルの設定、コンピュータの強さを「易しい、ふつう、難しい」の3段階から選択、エラーや風の有無、イニング数、コールドゲームの設定を行う。

### ペナントモード
ペナントレースを行う。試合数は全5試合、15試合、130試合から選択可能。途中経過はメモリーカードにセーブ可能。

### シナリオモード
1994年シーズン中の一場面を再現しており、勝利を収めるのが目的のモード。
対読売ジャイアンツ戦（自チーム：広島）「再逆転」
対中日ドラゴンズ戦（自チーム：横浜）「重い一球」
対広島東洋カープ戦（自チーム：巨人）「快投 27人斬り!」
槙原寛己の完全試合を成し遂げろ！
特殊ルールとして、このシナリオは安打を打たれると即座に失敗となってしまう。
対阪神タイガース戦（自チーム：ヤクルト）「ミスター火曜日」

対ヤクルトスワローズ戦（自チーム：阪神）「5時間42分の死闘」
5時間42分の死闘に決着をつけろ！
対横浜ベイスターズ戦（自チーム：広島）「横浜打線を黙らせろ!」
強力なベイスターズ打線を抑え、そこから勝ち越せ！
対西武ライオンズ戦（自チーム：ダイエー）「リリーフを打ち崩せ!」
9回裏2死ランナーなしと後がない状況から逆転サヨナラ勝ちを収めろ！
対オリックス・ブルーウェーブ戦（自チーム：西武）「熱パ首位攻防」
4点ビハインドから逆転せよ！
対近鉄バファローズ戦（自チーム：西武）「開幕!魔の9回裏」
8回まで無安打と沈黙状態だった西武。9回裏に野茂英雄から連打を放ち、赤堀元之に代わったあとも1死満塁の大チャンス！伊東勤で逆転サヨナラ満塁本塁打を放て！
対福岡ダイエーホークス戦（自チーム：日本ハム）「タカ打線を抑えろ」
松永浩美から始まる鷹の中軸打線を抑えろ！
対千葉ロッテマリーンズ戦（自チーム：日本ハム）「速球王を攻略せよ」
完投勝利間近の速球王・伊良部秀輝を打ち崩せ！
対日本ハムファイターズ（自チーム：オリックス）「一発!サヨナラ」
9回に2点を奪われて逆転されたオリックス。福良淳一に逆転サヨナラの一発を託せ！

### サウンドセレクト
実況の有無、サウンドのステレオ/モノラルの選択が可能。

## 実況パワフルプロ野球'95開幕版
1995年7月14日に発売されたニューバージョン。選手データが1995年5月14日までのデータに更新されている。練習用の「キャンプモード」の追加、コントローラのタイプの選べる「コントローラ」モードの追加がなされている。また、対戦やペナント時の設定で監督オート、投球オート、打撃オート、ミートカーソルのロックオンが選択できるようになっている。また、球場のロング画面が前作より広くなっている。
パッケージイラストは黄色と青で、パワプロ君がバットをホームラン予告のように掲げているもの。
PS版発売の2週間後である1995年7月28日にはセガサターン版も発売された。PlayStation版とはタイトル画面など一部が異なる。

### シナリオモード（PS版）
対読売ジャイアンツ戦 「魔の一球!危険球退場」
4月8日、8回を零封していた桑田真澄が9回表に危険球で退場してしまう。この影響で投手が交代。ヤクルトは巨人を打ち崩せるか。
対中日ドラゴンズ戦　「一球で敗戦投手」
4月27日、9回に同点に追いついた阪神。中日は10回、落合英二をマウンドに送る。果たして阪神はサヨナラなるか？
対広島東洋カープ戦　「明暗 火消し対決」
4月21日 横浜の守護神佐々木主浩が野村に勝ち越し弾を浴びた。なら今度は横浜の番、広島の守護神大野を打ち崩せるか。
対ヤクルトスワローズ戦　「リリーフを打ち崩せ!」
4月28日 完全にヤクルトに苦手意識を植え付けられた阪神。今日も1点ビハインド。なんとか逆転して、苦手払拭といきたい。
対阪神タイガース戦　「ピンチ!9回の猛攻」
4月8日 開幕2連勝に向けて逃げ切りたいドラゴンズだが、タイガース打線に捕まり1アウト満塁のピンチ。この危機を凌げるか。
対横浜ベイスターズ戦　「打って打って突き放せ」
5月9日 序盤先制しながらも、横浜に追いつかれてしまった阪神。同点の8回裏、打って打って突き放したいところだ。
対西武ライオンズ戦　「開幕!大乱打戦」
4月1日 ダイエーは初回7点を先取するも、西武から移籍の工藤が踏ん張れず逆転される。しかし、ダイエーも諦めず、9回の攻撃にかける。
対オリックス・ブルーウェーブ戦　「四番の意地」
4月5日 開幕から3試合勝ち星のない日本ハム。今日も凌ぎ合いから12回表にオリックスに勝ち越される。残る12回裏だけで逆転し、今季初勝利を掴めるか。
対近鉄バファローズ戦　「記録達成を阻止せよ!」
4月14日 8回終わって1点リードのホークス。9回近鉄の先頭はすでにホームランを9本打っていて10号最速記録がかかるスチーブンス。記録達成をホークスは阻止できるか。
対福岡ダイエーホークス戦　「劇的!逆転劇」
対千葉ロッテマリーンズ戦　「対決!剛球王」
4月29日 昨年から伊良部に苦戦している西武打線。伊良部に負けじと好投を続ける小野のためにも、先取点をあげることはできるか。
対日本ハムファイターズ戦　「東京ドームの悪夢」
4月22日 ノーヒットノーランを続けていた西崎から、7回に初ヒットが出た西武。続く8回、気落ちした西崎を攻めて無死3塁、同点に追いつきたいところだ。

### シナリオモード（SS版）
読売ジャイアンツ 「トンネルを抜けろ」
4月16日 川口、広沢ら大型補強も、まさかの最下位に沈むジャイアンツ。この日もビハインドで相手は阪神の抑え古溝。ここで意地を見せて逆転し、最下位を脱出できるか。
中日ドラゴンズ　「長い夜」
4月7日 6回まで阪神の湯舟にパーフェクトで抑えられてきた中日打線。好投する今中のためにも、なんとか出塁し、同点にしたいところだ。
広島東洋カープ　「ルーキー快投！」
5月9日 6回から登板した広島の2番手の新人・山内。9回、強力な巨人打線を抑え、延長に持ち込み、広島に流れを手繰り寄せろ！
ヤクルトスワローズ　「重量打線を止めろ!」
4月9日 前日の逆転勝利で波に乗りたいヤクルト。しかし、松井、落合、広沢を擁する巨人打線に1点差に追い上げられる。このピンチを高津は凌げるか？
阪神タイガース　「新・浪速の助っ人」
4月27日 同点の10回裏、中日は落合をマウンドに送ってきた。阪神の先頭打者は新助っ人のグレン。阪神ファンの期待に応えられるか？
横浜ベイスターズ　「奇蹟をよべ！」
4月21日 5回裏の段階で広島に6点差をつけられた横浜。さらに、後半大野が登板するらしい。この難しい局面を横浜打線は打開できるか？
西武ライオンズ　「突破口を開け!」
4月22日 ノーヒットノーランを続けていた西崎から、7回に初ヒットが出た西武。続く8回、気落ちした西崎を攻めて同点に追いつきたいところだ。
オリックス・ブルーウェーブ　「奪三振王誕生!」
4月21日 19奪三振を奪いながら、9回にロッテに同点にされたオリックス野田。続くピンチを抑え、1試合最多奪三振記録を勝利で飾れるか。
近鉄バファローズ　「守護神登場」
4月8日 9回にピンチを招いた山崎に代えて、近鉄ベンチは抑えの切り札赤堀を投入。フランコ、インカビリアらを擁するロッテ打線を食い止められるか。
福岡ダイエーホークス　「熱パ 嵐の開幕!」
4月1日 西武先発郭から7点取ったのに、工藤が踏ん張れずに逆転されたダイエー。必死で追い上げるも残されたチャンスは9回のみ。果たして同点、逆転はなるか？
千葉ロッテマリーンズ　「土壇場の意地」
4月9日 近鉄の先発パウエルに8回まで2点に抑えられてきたロッテ打線。しかし、9回、同点のランナーが出塁。逆転サヨナラとはなるか。
日本ハムファイターズ「初勝利を獲れ！」
4月5日 開幕から3試合勝ち星のない上田日本ハム。今日も12回表にオリックスに勝ち越される。12回制だけに残る12回裏だけで逆転し、初勝利を掴めるか。